# Grimault
Grimault – miejscowość i gmina we Francji, w regionie Burgundia-Franche-Comté, w departamencie Yonne.
Według danych na rok 1990 gminę zamieszkiwały 122 osoby, a gęstość zaludnienia wynosiła 5 osób/km² (wśród 2044 gmin Burgundii Grimault plasuje się na 788. miejscu pod względem liczby ludności, natomiast pod względem powierzchni na miejscu 305.).